# Heteronychus citernii
Heteronychus citernii är en skalbaggsart som beskrevs av Pasquino Paoli 1934. Heteronychus citernii ingår i släktet Heteronychus och familjen Dynastidae. Inga underarter finns listade i Catalogue of Life.